# NGC 3249
NGC 3249 este o emission-line galaxy⁠(d) situată în constelația Mașina Pneumatică. A fost descoperită în 2 februarie 1835 de către John Herschel. Se află la o distanță de 47,2 de megaparseci de Pământ.